# Eberhard August von Gemmingen
Eberhard August von Gemmingen (* 1717; † 1758) war baden-durlachscher Obervogt in Durlach.
Eberhard August von Gemmingen war der Sohn des Ritterhauptmanns im Ritterkanton Odenwald und späteren Generaldirektors der Reichsritterschaft, Reinhard von Gemmingen-Hornberg (1677–1750), und der Maria Magdalena Amalia von Künsperg († 1744). Nach dem Tod seines Vaters 1750 trat er gemeinsam mit seinem Bruder Reinhard (1710–1775) die Lehensnachfolge des Vaters auf dem erst 1749 zugewiesenen Burglehen in Kochendorf an. Er heiratete 1754 Christine Sophie von Gemmingen-Gemmingen (1735–1789), Tochter des vormaligen Durlacher Obervogts Franz Reinhard von Gemmingen (1692–1751). Eberhard August starb bereits 1758 und blieb ohne Nachkommen. Sein Besitz fiel an seinen Bruder.